# Skawce
Skawce est une localité polonaise de la gmina de Mucharz, située dans le powiat de Wadowice en voïvodie de Petite-Pologne.

## Démographie
En 2021, la population était de 432 habitants.